# 华银斑蛛
华银斑蛛（学名：Argyrodes sinicus）为球蛛科银斑蛛属的动物。在中国大陆，分布于浙江、湖南等地。该物种的模式产地在浙江松阳、湖南张家界。
其种加词“Sinicus”意为“中华的”。